# Færgekroen
 Denne artikel omhandler filmen Færgekroen. Opslagsordet har også en anden betydning, se Færgekroen (kro).
Færgekroen er en dansk familiefilm fra 1956, som udspiller sig omkring Hørby Færgekro på Tuse Næs samt den daværende færgerute mellem Hørby Havn og Holbæk.
- Manuskript Paul Sarauw, John Olsen og Poul Bang.
- Instruktion Poul Bang.
- Musik: Sven Gyldmark
- Produktion Saga Studio

## Medvirkende
- Dirch Passer
- Ove Sprogøe
- Kjeld Petersen
- Lily Broberg
- Poul Müller
- Mimi Heinrich
- Henrik Wiehe
- Buster Larsen
- Caja Heimann
- Anna Henriques-Nielsen
- Inge Ketti
- Henry Nielsen
- Carl Johan Hviid
- Miskow Makwarth
- Jørn Grauengaard